# Jarl Hellemann

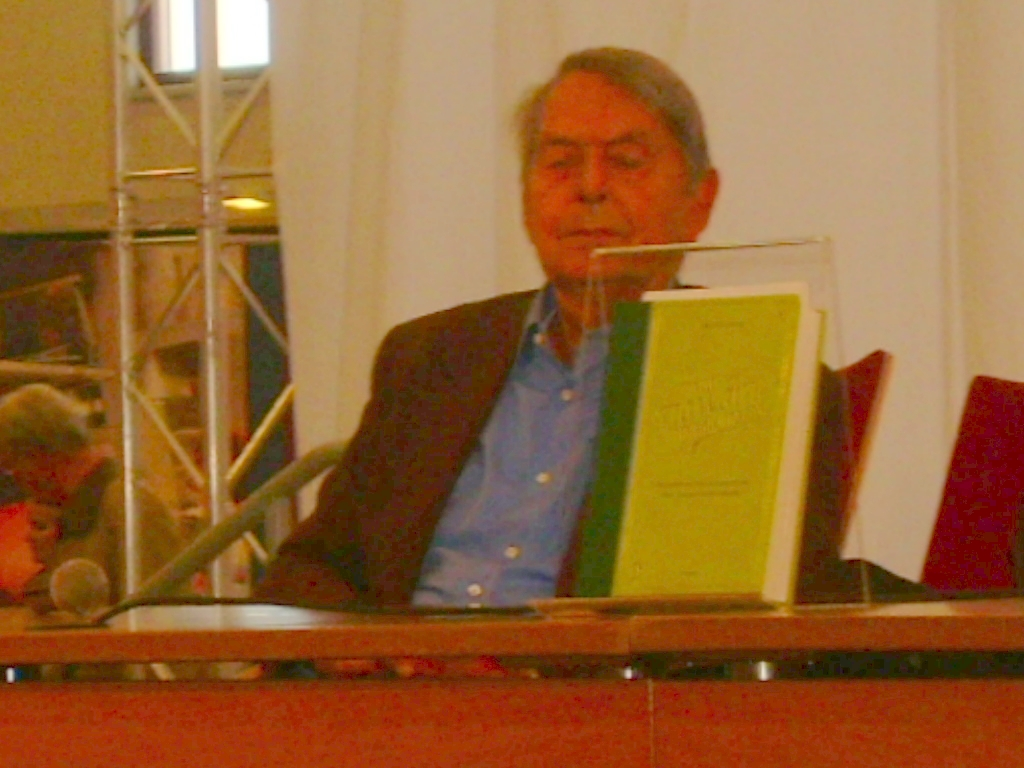
Jarl Helleman år 2008.

Jarl Frode Hellemann, född 4 november 1920 i Köpenhamn, död 25 februari 2010 i Helsingfors, var en finländsk bokförläggare.
Hellemann blev filosofie licentiat 1959. Han var 1945–1950 förlagsredaktör vid Tammi, litterär chef 1950–1968 och VD 1968–1982. Han utvecklade Keltainen kirjasto, Finlands mest kända serie översättningslitteratur och ansvarade för dess linje i drygt fyra decennier.
Hellemann utgav bland annat de memoarbetonade essäsamlingarna Lukemisen alkeet (1996) och Kustantajan näkökulma (1999) det förlagshistoriska arbetet Kirjalliset liikemiehet (2002), som behandlar framträdande finländska förläggare under 1900-talet samt en skrift om Holger Schildt (Holger Schildt: Äventyrare i två länder, 2003); denna ingick ursprungligen som finskspråkig essä i Kirjalliset liikemiehet.
Han var 1945–1975 gift med författaren Eeva Joenpelto. 